# Muhammad III Tughlûq
Nasir ud din Muhammad III Tughlûq est sultan de Delhi de la dynastie des Tughlûq de 1390 à sa mort le 20 janvier 1394.
Fils de Fîrûz Shâh Tughlûq, il se fait proclamer sultan en compétition avec son neveu Abû Bakr Tughlûq à Samana le 24 avril 1389 qui doit quitter le trône au mois d'août de l'année suivante. À sa mort en 1394 la guerre civile recommence entre les prétendants au trône.

## Sources
- The Delhi Sultanate, de Peter Jackson